# 八千代市立新木戸小学校
八千代市立新木戸小学校（やちよしりつ にいきどしょうがっこう）は、千葉県八千代市緑が丘に所在する公立小学校。

## 概要
全校児童数は1025人（2025年4月現在）。私立中学校に行かない限りは八千代市立高津中学校に進学することになる。2009年までは全校児童数が1400人を超すなど市内で一番大きな小学校だったが、八千代市立みどりが丘小学校が2009年に開校し一部児童がそちらに移り、この時点で800人程となった。2019年には600人程まで減っていたが、八千代緑が丘駅前の大規模マンション開発や現在の緑が丘西地区の土地区画整理事業の進展により、みどりが丘小学校の児童数が増えたことにより一部学区変更となり、再び児童数が増加している。今後も当面みどりが丘小学校、新木戸小学校共に児童数増加が見込まれることから、2026年に新木戸小学校近隣に新たな小学校が開校する。

## 沿革
- 1984年 - 開校
- 1985年 - 文部省から「心身障害児理解推進校」に指定された。（1986年まで）
- 1989年 - 千葉県学校給食優良校受賞
- 2010年 - 一部児童が八千代市立みどりが丘小学校へと移る。
- 2017年 - 特別支援学級開設
- 2021年 - 千葉県学校健康教育優良校受賞